# Belén Recio
María Belén Recio Cuevas, conocida en el ámbito atlético como Sugar (Córdoba (España), 11 de agosto de 1980), es una atleta española especializada en pruebas de velocidad (100, 200 y 400 m lisos), en las que ha consiguió ser catorce veces campeona de España. 
También en su palmarés deben tenerse en cuenta varias participaciones con la selección española, tanto con el conjunto de relevos de 4 x 100, como de manera individual.
En la actualidad, tras su paso por el club Nerja At.-Cuevas de Nerja (Málaga)y el Atletismo Sur - Diputación de Córdoba, milita en el C.D. Hummel.

## Palmarés
- 27 veces internacional entre 2003 y 2007.
- 5 veces campeona de España Absoluta de 100 m lisos al aire (2005-2006-2007-2008-2009).
- 5 veces campeona de España Absoluta de 200 m al aire libre (2005-2006-2007-2009-2011).
- 4 veces campeona de España Absoluta de 200 m en pista cubierta (2003-2005-2006-2007)

## Mejores marcas
- 60 m lisos - 7"38 s
- 100 m lisos - 11"48 s (Gotemburgo, 7 de agosto de 2006)

- 200 m lisos - 23"39 s (Málaga, 29 de junio de 2006)
- 400 m lisos - 53"46 s